# Georg Andreas Sorge
Georg Andreas Sorge (* 21. März 1703 in Mellenbach; † 4. April 1778 in Lobenstein) war ein deutscher Organist, Komponist und Musiktheoretiker.

## Leben
Georg Andreas Sorge hatte in seinem frühen Jugendalter von 1714 bis 1716 Musikunterricht beim gräflich-brockdorfschen Hoforganisten Kaspar Tischer in Schney (Oberfranken). Dem schloss sich von 1716 bis 1721 ein Musikstudium an, bei dem er herausragende musikalische Kenntnisse vorwies.
Sorges Mitgliedschaft in Lorenz Christoph Mizlers Correspondierender Societät der musicalischen Wissenschaften, in die er 1747 als 15. Mitglied nach Johann Sebastian Bach aufgenommen wurde, führte zu etlichen Auseinandersetzungen.
Anlass war zunächst ein Streit um ein von Georg Philipp Telemann eingebrachtes Neues Tonsystem der Teilung der Oktave in 55 Mikrointervalle. Da Telemann nur die Rahmenbedingungen seines Systems formuliert hatte, bestand man in der in mathematischen Fragen sehr engagierten Societät darauf, die exakte mathematische Berechnung von dem Verfasser zu erfahren. Da Telemann dazu nicht bereit war und von derartigen Berechnungen offensichtlich weder Kenntnis hatte noch daran interessiert war, legte Sorge diese mathematischen Definitionen von Telemanns System nach einer Auseinandersetzung mit dem Societätsmitglied Christoph Gottlieb Schröter in seinen Schriften vor.
Immerhin hatte Sorge sich schon 1745 in seiner Schrift Vorgemach der musicalischen Composition mit dem „Systema Telemanicum“ befasst. Ausgehend von log(½) = 0,3010299.9565 gab Sorge unter Berufung auf den Mathematiker Johann Christoph Breitfeld den 55. Teil dieses dekadischen Logarithmus mit 0,00547327265 an. Sorge hatte ein gutes Verhältnis zu Telemann und nutzte diesen Vorteil zur Stärkung seiner Position gegenüber Mizler.
Sorges qualifizierte Schriften über den Zusammenhang zwischen Mathematik und Musik, insbesondere seine Schrift Ausführliche und deutliche Anweisung zur Rational-Rechnung wurde vermutlich von einigen interessierten Mitgliedern der Societät mit großer Begeisterung aufgenommenen. So versuchte er ab 1750, sich an die Stelle des Societätssecretärs Mizlers zu setzen, konnte dieses Anliegen allerdings nicht durchsetzen. Mizler war über Sorges Vorgehen sehr verärgert, woraus sich jahrelange Streitigkeiten ergaben. Die Sozietät wurde dadurch erheblich geschwächt und löste sich dann ab etwa 1761 auf.
Sorge bestritt seinen Lebensunterhalt durch die Stelle eines Gräflich Reuß-Plauischen Hoforganisten in Lobenstein, die er von 1721 bis zu seinem Tode 1778 behielt.

## Bedeutung
Georg Andreas Sorge ist insbesondere als Theoretiker bekannt geworden, seine Kompositionen treten demgegenüber noch in den Hintergrund. Sein wichtigstes 1745 bis 1747 erschienenes Werk Vorgemach der musikalischen Komposition in drei Teilen versteht sich u. a. zunächst vornehmlich als Schule der Improvisation (Extemporieren) für „Clavier-Schüler“. Zeittypisch ist der in diesem Titel enthaltene Ausdruck Compositor extemporaneus, denn der Begriff „Composition“ definierte sich bis zur Zeit Beethovens nicht zwangsläufig durch die schriftliche Aufzeichnung musikalischer Gedanken. Außerdem zeigt dieses Werk die im 18. Jahrhundert noch andauernde Auffassung von den notwendigen Fähigkeiten eines Clavierspielers. Ein solcher unterscheidet sich vom „musikalischen Quacksalber“ vor allem durch seine Fähigkeiten im Generalbass-Spiel und in der Improvisation.
In seinen Schriften, die sich mit mathematischen Frequenzberechnungen befassen, erkannte Sorge die Bedeutung der Logarithmen für den mathematischen Umgang mit Intervallen, insbesondere für die geometrische Teilung der Oktave in 12 gleiche schwebende Halbtöne (Gleichstufige Stimmung). Besonders ausführlich demonstriert Sorge die auf die Musik bezogene Mathematik in seinem Werk Ausführliche und deutliche Anweisung zur Rational-Rechnung.

### Rameaus langer Schatten
Unter diesem Titel erschien 2017 ein Buch des Musikwissenschaftlers Ludwig Holtmeier. Im Abschnitt Das Bild Sorges in der Forschung geht Holtmeier darin auf die Forschungsgeschichte der deutschen Musiktheorie im 18. bis 20. Jahrhundert ein, die sich immer wieder auf Jean-Philippe Rameau bezieht, und zeigt auf, wie die „epochale Bedeutung“ von Sorges „Hauptwerk“, dem Vorgemach der musikalischen Komposition, bis heute missverstanden wurde.

## Werke

### Schriften
- Genealogia allegorica intervallorum octavae diatonochromaticae : Das ist: Geschlecht-Register der Intervallen der diatonisch-chromat. Octav. Hof 1741. Quelle online
- Anweisung zur Stimmung und Temperatur sowohl der Orgelwerke, als auch anderer Instrumente, sonderlich aber des Claviers. In einem Gespräche zwischen einem Musico theoretico und seinem Scholaren. Hamburg 1744. Quelle online
- Vorgemach der musicalischen Composition oder: Ausführliche, ordentliche und vor heutige Praxin hinlängliche Anweisung zum General-Baß, durch welche ein Studiosus musices zu einer gründlichen Erkänntnis aller in der Composition und Clavier vorkommenden con- und dissonirenden Grundsätze [...] kommen, folglich nicht nur ein gutes Clavier als ein Compositor extemporaneus spielen lernen, sondern auch in der Composition selbst wichtige [...] Profectus machen kann. Lobenstein 1745. Quelle online
- Gespräch zwischen einem Musico theoretico und einem Studioso Musices von der Prätorianischen, Printzischen Werkmeisterischen ... Temperatur, wie auch von dem neuen Systemate ... Telemanns zur Beförd. reiner Harmonie. [1748]. Quelle online.
- Ausführliche und deutliche Anweisung zur Rational-Rechnung, und der damit verknüpfften Ausmessung und Abtheilung des Monochords: Vermittelst welcher man Die musikalische Temperatur, [...] So genau als es das Gehör zu fassen vermag, nicht nur [...] ausrechnen, sondern auch [...] ausmessen [...] kan; Nebst einer ausführlichen Nachricht von dem neuen Telemannischen Intervallen System [...]. Lobendsten 1749. Quelle online.
- Gründliche Untersuchung ob die im dritten Theile des dritten Bandes der Mizlerischen musicalischen Bibliothek S. 457 und 580 befindlichen Schroeterischen Clavier-Temperaturen für gleichschwebend paßieren können oder nicht. Lobenstein 1754.
- Zuverlässige Anweisung Claviere und Orgeln behörig zu temperiren und zu stimmen, nebst einem Kupfer, welches die Ausmessung und Ausrechnung der Temperatur, wie auch das Telemannische System [...] darstellet; auf Veranlassung Herrn B. Barthold Fritzens [...] herausgegebenen mechanischen Art zu stimmen, und zur Vertheidigung gegen desselben Angrif entworfen. Leipzig und Lobenstein 1758. Quelle online.
- Anleitung zur Fantasie, oder zu der schönen Kunst, das Clavier, wie auch andere Instrumente aus dem Kopfe zu spielen; nach theoretischen und practischen Grundsätzen, wie solche die Natur des Klangs lehret […]. Lobenstein 1767. Quelle online.
- Der in der Rechen- und Meßkunst wohlerfahrene Orgelbaumeister [...]. Lobenstein 1773. Quelle online.

### Musik
- Clavier Ubung bestehend in sechs nach Italiænischen Gusto gesetzten Sonatinen. Nürnberg ca. 1736.
- [Clavier Ubung] Zweytes halbes Dutzend Sonatinen zur Ubung im Clavier nach Italiænischen Gusto gesetzet. Nürnberg.
- [Clavier Ubung] Drittes halbes Dutzend Sonatinen vors Clavier nach Italiænischen Gusto gesetzet und dem vortreflichen teutschen Virtuosen Herrn Johann Sebastian Bach [...] dediciret. Nürnberg.
- Clavier Ubung in sich haltend das andere halbe Dutzend [von 4] von 24 melodieusen, vollstimmigen u. nach modernen Gustu durch den gantzen Circulum Modorum Musicorum gesetzten Praeludiis, welche sich sowohl auf der Orgel, als auch auf dem Clavicymbel u. Clavicordio mit Vergnügen hören lassen. Nürnberg.
- XII Sonaten vor die Orgel und das Clavier im neuern Styl gesetzet. Nürnberg ca. 1745.
- Sonatinen, Fantasien, Toccatinen und Sinfonien vors Clavier im neuern Styl gesetzet. Nürnberg.
- Op. 1: VI Sonatine per il Cembalo solo. Lobenstein.
- B-A-C-H-Fugen.